# Жан-Луи Шлесер
Жан-Луи Шлесер (на френски: Jean-Louis Schlesser) е френски автомобилен състезател, роден на 12 септември 1948 в Нанси. Участва в различни видове автомобилни състезания, като най-големият му успех са двете победи в Рали Дакар през 1999 и 2000 г. Племенник е на Жо Шлесер, също автомобилен състезател, загинал по време на Голямата награда на Франция през 1968 г.
Жан-Луи израства в Мароко и се връща във Франция за да учи и отбие военната си служба.
През 1978 г. Шлесер и Ален Прост стават шампиони във френската серия на Формула 3. През 1981 г. печели и европейската серия и финишира на второ място в състезанието 24-те часа на Льо Ман. Година по-късно започва да се състезава във Формула 2.
Шлесер се докосва до Формула 1 за първи път на Голямата награда на Франция през 1983 г., когато обаче не успява да се квалифицира за надпреварата с кола на РАМ-Форд. В средата на 80-те години той кара туристически автомобили, като през 1985 печели Френския Супертуринг шампионат.
Единственото участие на Шлесер в старт от Формула 1 е на Голямата награда на Италия през 1988 г. Тогава той замества болния Найджъл Менсъл в отбора на Уилямс-Джъд. Финишира на 11-а позиция, а състезанието се запомня със сблъсъка между него и Аертон Сена две обиколки преди финала, който подарява на Ферари двойна победа.
През 1988 г. става част от отбора на Заубер-Мерцедес и печели Германската Суперкупа и финишира втори в Световния Суперкар шампионат. През следващите два сезона на Световния Суперкар шампионат става шампион. През 1994 г. печели надпреварата Класик Мастърс, част от Рейс оф Чемпиънс.
Шлесер дебютира на Рали Дакар през 1984 г. Следващото му участие е през 1989 г. и оттогава започват редовните му изяви там. От 1992 г. той сам конструира бъгитата, с които участва както на Рали Дакар, така и в други офроуд състезания. С тях печели етапни победи, за да се стигне до 1999 и 2000 г., когато триумфира на най-трудното рали в света с Шлесер-Рено.
Освен това Шлесер е шампион в Световния Офроуд Рали шампионат в периода 1998 – 2002 г.